# ベインブリッジ級駆逐艦
ベインブリッジ級駆逐艦 (英語: Bainbridge-class destroyers) は、アメリカ海軍の駆逐艦の艦級。アメリカ海軍初の駆逐艦である。

## 来歴
19世紀後半、南北戦争後の混乱から回復したアメリカは海軍の近代化に着手していたものの、当初は本土付近での敵水雷艇の活動が想定されなかったことから、イギリスで誕生していた水雷艇駆逐艦（TBD）という新艦種には興味を示さなかった。
しかし米西戦争を受けて、1898年4月、スペイン海軍は駆逐艦を長駆サンティアーゴ・デ・クーバまで回航し、同地を封鎖していたアメリカ艦隊は水雷攻撃に直面することになった。これにより、本土近傍でも水雷攻撃が脅威になりうることが認識され、5月4日、急遽、400トン型駆逐艦16隻の建造が1898年度計画に追加されることになった。これに基いて建造された艦級の一つが本級である。

## 設計
ベインブリッジ級は基本的に海軍の設計によっているが、「ハル」「ホプキンス」はハーラン＆ホリングスウォース社、「ローレンス」「マクドノー」はフォア・リヴァー社の設計を採用しており、船体諸元や装備に差異があることから、別の艦級として扱われることもある。
船型としては、ハル級とローレンス級は列国の駆逐艦と同様にタートルバック状船首を有する平甲板型であるのに対し、ベインブリッジ級は船首楼型としている。これによってハル級・ローレンス級では3メートルであった艦首部乾舷が5メートルまで高められ、凌波性は大幅に向上した。駆逐艦への船首楼の設置は世界に先駆けた新機軸であったが、アメリカ海軍では、1898年進水の水雷艇「ローワン」で既に採用実績があった。また優れた製鋼技術を背景に、甲板や舷側部にはニッケル鋼（高張力鋼）を広範に採用して、軽量化を図った。主機関は直立式三段膨張レシプロ蒸気機関、ボイラーは石炭焚きの水管ボイラーで、蒸気圧力は240–250 lbf/in2 (17–18 kgf/cm2)、飽和温度であった。主管は主機械室の前後に分離配置されたため、煙突も2本ずつ前後2組に分散配置されたが、ローレンス級のみは主管を主機室の前方に集中配置したため、4本の煙突が一塊になって立てられている。
本級では運動性が重視されており、特に海軍の設計による艦では艦尾形状を平たいスプーン状、舵を釣合舵1枚とすることで、22ノットでの旋回径250ヤード (230 m)を達成した。一方で、本級を含む1898年度計画艦の主機関はいずれも出力および信頼性に問題が多く、排水量超過もあり、計画速力に至らない艦が続出した。特に低速運転時の振動は激しく、主機械のフレームが架台から緩んだという報告を受けて、後には14ノット以下での航走が禁止される事態になった。このため、1906年度計画で建造に着手した700トン型駆逐艦では、主機は蒸気タービンに変更されることとなった。
フィリピンへの長距離航海を成功させるなど、駆逐艦としての航洋性能を示した艦級であった。

## 同型艦
本級の13隻は米西戦争後に就役し、1919年に退役した。「ベインブリッジ」以下5隻は、アメリカ海軍初となる駆逐隊を編成している。チョウンシーは1917年に商船ローズと衝突、沈没した。
退役後の本級はホプキンスを除く11隻がジョセフ・G・ヒトナーに払い下げられ、その後デントン・ショアー木材会社に売却された。例外のホプキンスは、デントン・ショアーに直接売却された。
- ベインブリッジ (USS Bainbridge, DD-1)

由来の人物は、アメリカ独立戦争から第二次バーバリ戦争まで統率したウィリアム・ベインブリッジ代将。
ニーフィ&レヴィ造船造機会社にて1899年8月15日起工・1901年8月27日進水・1903年2月12日就役、1919年9月15日退役後売却。
- バリー (USS Barry, DD-2)

由来の人物は、独立戦争で大陸海軍の5隻の船長を歴任したジョン・バリー大佐。
ニーフィ&レヴィ造船造機会社にて1899年9月2日起工・1902年3月日22進水・1902年11月24日就役、1919年6月28日退役後売却。
- チョウンシー (USS Chauncey, DD-3)

由来の人物は、擬似戦争から米英戦争まで前線で戦隊を指揮したアイザック・チョウンシー。
ニーフィ&レヴィ造船造機会社にて1899年12月2日起工・1901年10月26日進水・1903年2月21日就役、1917年11月19日イギリス商船ローズ号と衝突沈没。
- デイル (USS Dale, DD-4)

由来の人物は、独立戦争から第一次バーバリ戦争まで統率したリチャード・デイル代将。
ウィリアム・R・トリッグ社にて1899年7月12日起工・1900年7月24日進水。1903年2月13日就役、1919年7月9日退役後売却。
- ディケーター (USS Decatur, DD-5)

由来の人物は、擬似戦争から第二次バーバリ戦争まで統率したスティーヴン・ディケーター代将。
ウィリアム・R・トリッグ社にて1899年7月26日起工・1900年9月26日進水・19 1902年5月19日就役、1919年6月20日退役後売却。
- ホプキンス (USS Hopkins, DD-6)

由来の人物は、独立戦争で大陸海軍総司令官に任じられたイーゼック・ホプキンス代将。
ハーラン&ホリングスワース社にて1899年2月2日起工・1902年4月24日進水・1903年9月23日就役、1919年6月20日退役後売却。
- ハル (USS Hull, DD-7)

由来の人物は、疑似戦争と第一次バーバリ戦争で陣頭指揮を執ったアイザック・ハル代将。
ハーラン&ホリングスワース社にて1899年2月22日起工・1902年6月21日進水・1903年5月20日就役、1919年7月7日退役後売却。
- ローレンス (USS Lawrence, DD-8)

由来の人物は、擬似戦争より陣頭指揮を執り、米英戦争中に戦死したジェームズ・ローレンス大佐。
フォアリバー造船造機会社にて1899年4月10日起工・1900年11月7日進水・1903年4月7日就役、1919年6月20日退役後売却。
- マクドノー (USS Macdonough, DD-9)

由来の人物は、擬似戦争から米英戦争まで前線で統率したトーマス・マクドノー代将。
フォアリバー造船造機会社にて1899年4月10日起工・1900年12月24日進水・1903年9月5日就役、1919年9月3日退役後売却。
- ポール・ジョーンズ (USS Paul Jones, DD-10)

由来の人物は、独立戦争でレンジャー号とボンノム・リシャール号を率い、英雄視されたジョン・ポール・ジョーンズ大佐。
ユニオン鉄工所にて1899年4月20日起工・1902年6月14日進水・1902年7月19日就役、1919年9月15日退役後売却。
- ペリー (USS Perry, DD-11)

由来の人物は、米英戦争でエリー湖の湖上戦に勝利し、英雄視されたオリバー・ハザード・ペリー代将。
ユニオン鉄工所にて1899年4月19日起工・1900年10月27日進水・1902年9月4日就役、1919年7月2日退役後売却。
- プレブル (USS Preble, DD-12)

由来の人物は、擬似戦争と第一次バーバリ戦争で陣頭指揮を執ったエドワード・プレブル代将。
ユニオン鉄工所にて1899年4月21日起工・1901年3月2日進水・1903年12月14日就役、1919年7月11日退役後売却。
- スチュワート (USS Stewart, DD-13)

由来の人物は、南北戦争直前まで海軍の長老として戦間期の軍政を担ったチャールズ・スチュワート少将。
ガスエンジン&パワー社にて1900年1月24日起工・1902年5月10日進水・1902年12月1日就役、1919年7月9日退役後売却。